# Jan Laurys
Jan Laurys (Diest, 19 augustus 1952) is een Belgisch voormalig syndicalist en christendemocratisch politicus voor CVP en diens opvolger CD&V.

## Levensloop
Laurys liep school aan het Sint-Jan Berchmanscollege te Diest. In het hoger onderwijs behaalde hij in 1975 een licentie in de rechten aan de KU Leuven, een bijzondere licentie in sociaal recht aan de Vrije Universiteit Brussel en in 1982 een aggregaat hoger secundair onderwijs aan de KU Leuven.
Beroepshalve ging hij aan de slag voor de christelijke vakbond ACV. Van 1978 tot 1986 werkte hij op de rechtskundige dienst van de ACV-afdeling van het arrondissement Leuven en van 1986 tot 1989 was hij diensthoofd van de rechtskundige dienst van de ACV-afdeling van het arrondissement Mechelen. Nadien was Laurys van 1989 tot 1991 adjunct-verbondssecretaris en van 1991 tot 1999 verbondssecretaris van de ACV-afdeling van het arrondissement Leuven. Tevens was hij van 1982 tot 1991 deeltijds docent arbeidsrecht aan de Sociale School van Heverlee.
Bij de Vlaamse verkiezingen van 13 juni 1999 werd hij verkozen tot Vlaams Parlementslid in de kieskring Leuven. Bij de volgende Vlaamse stembusgangen van 13 juni 2004 en 7 juni 2009 werd hij herverkozen. Hij oefende het mandaat uit tot mei 2014. Als Vlaams Parlementslid was Laurys lid van de commissies Economie, Landbouw, Werkgelegenheid en Toerisme (1999-2004), Binnenlandse Aangelegenheden, Huisvesting en Stedelijk Beleid (1999-2001),  Leefmilieu, Natuurbehoud en Ruimtelijke Ordening (2001-2004) en Economie, Werk en Sociale Economie (2004-2014), vanaf 2009 eveneens bevoegd voor Wetenschapsbeleid.
Bij de gemeenteraadsverkiezingen van oktober 2000 werd hij voor de lokale partij DDS tevens verkozen tot gemeenteraadslid van Diest, waar hij burgemeester was van januari 2007 tot december 2018. Hij volgde in deze hoedanigheid Tony Smets op, zelf werd hij opgevolgd door Christophe De Graef. Na afloop van zijn burgemeesterschap verliet Laurys de actieve politiek. Bij de gemeenteraadsverkiezingen van oktober 2024 werd Laurys als lijstduwer op de DDS-lijst opnieuw verkozen in de gemeenteraad van Diest, maar hij besloot zijn mandaat niet op te nemen.